# 領議政

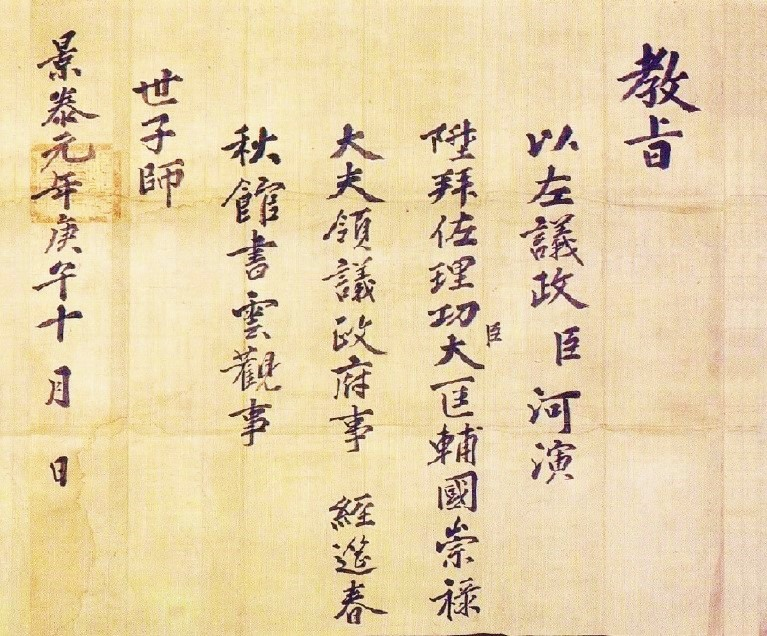
河演先生 領議政敕書

領議政（영의정），多雅稱領相（영상），是朝鲜王朝（1392年－1910年）於1400年所設立的官職，承繼高麗的門下侍中，是朝鮮王朝最高行政機構議政府的首長，三公之首，作為宰相辅助国王，統領百官。早期稱「領議政府事」，朝鮮世祖時期改稱「領議政」。
領議政由一人擔任，地位和權力相當於元朝和明初的中書省丞相。領議政為正一品官職，下設左議政及右議政，均為正一品，領議政、左議政、右議政並稱為「三公」、「三政丞」。时间最长的是黄喜，在任18年。1894年甲午更張後，此職務更名為「總理大臣」，也稱“内閣首席參政”。

## 历任領議政
| 姓名   | 封號       | 諡號 | 在任时间 | 輔佐的國王 |
| ------ | ---------- | ---- | --- | ---------- |
| 李舒   | 安平府院君 | 文簡 | 太宗元年7月13日（1401年8月22日）—太宗2年4月18日（1402年5月19日） 太宗9年8月10日（1409年9月18日）—太宗9年10月11日（1409年11月17日） | 朝鮮太宗   |
| 李居易 | 西原府院君 | 文度 | 太宗2年4月18日（1402年5月19日）—太宗2年11月17日（1402年12月11日） 太宗9年8月10日（1409年9月18日）—太宗9年10月11日（1409年11月17日） | 朝鮮太宗   |
| 成石璘 | 昌寧府院君 | 文景 | 太宗2年11月17日（1402年12月11日）—太宗3年4月3日（1403年4月23日） 太宗5年7月3日（1405年7月28日）—太宗7年7月4日（1407年8月6日） 太宗12年8月21日（1412年9月26日）—太宗14年4月17日（1414年5月6日） 太宗15年10月18日（1415年11月19日）—太宗16年5月25日（1416年6月20日）                                                                        | 朝鮮太宗   |
| 趙浚   | 平壤府院君 | 文忠 | 太宗3年7月16日（1403年8月3日）—太宗5年6月17日（1405年7月13日） | 朝鮮太宗   |
| 李和   | 義安大君   | 襄憲 | 太宗7年7月4日（1407年8月6日）—太宗8年1月3日（1408年1月30日） | 朝鮮太宗   |
| 河崙   | 晉山府院君 | 文忠 | 太宗8年2月11日（1408年3月8日）—太宗9年8月10日（1409年9月18日） 太宗9年10月11日（1409年11月17日）—太宗12年8月21日（1412年9月26日） 太宗14年4月17日（1414年5月6日）—太宗15年5月17日（1415年6月23日） | 朝鮮太宗   |
| 權仲和 | 醴豐府院君 | 文節 | | 朝鮮太宗   |
| 南在   | 宜寧府院君 | 忠景 | 太宗16年5月25日（1416年6月20日）—太宗16年11月2日（1416年11月20日） | 朝鮮太宗   |
| 柳廷顯 |            | 貞肅 | 太宗16年11月2日（1416年11月20日）—太宗18年6月5日（1418年7月8日） | 朝鮮太宗   |
| 韓尙敬 | 西原府院君 | 文簡 | 太宗18年6月5日（1418年7月8日）—世宗即位年9月3日（1418年10月2日） | 朝鮮太宗   |
| 沈溫   | 青川府院君 | 安孝 | 世宗即位年9月3日（1418年10月2日）—世宗即位年旧历12月7日（1419年1月2日） | 朝鮮世宗   |
| 柳廷顯 |            | 貞肅 | 世宗即位年旧历12月7日（1419年1月2日）—世宗6年9月7日（1424年9月29日） | 朝鮮世宗   |
| 李稷   | 星山府院君 | 文景 | 世宗6年9月7日（1424年9月29日）—世宗8年5月13日（1426年6月18日） | 朝鮮世宗   |
| 仇宗吉 |            |      | 世宗8年5月13日（1426年6月18日）—世宗13年9月3日（1431年10月8日） | 朝鮮世宗   |
| 黃喜   | 南原府院君 | 益成 | 世宗13年9月3日（1431年10月8日）—世宗31年10月5日（1449年10月21日） | 朝鮮世宗   |
| 河演   |            | 文孝 | 世宗31年10月5日（1449年10月21日）—文宗元年7月13日（1451年8月9日） | 朝鮮世宗   |
| 皇甫仁 |            | 忠貞 | 文宗元年10月27日（1451年11月20日）—端宗元年10月10日（1453年11月10日） | 朝鮮文宗   |
| 李瑈   | 首阳大君   | 惠庄 | 端宗元年10月11日（1453年11月11日）—端宗3年闰6月11日（1455年7月25日） | 朝鮮端宗   |
| 鄭麟趾 | 河東府院君 | 文成 | 世祖元年闰6月11日（1455年7月25日）—世祖4年2月18日（1458年3月3日） | 朝鮮世祖   |
| 鄭昌孫 | 蓬原府院君 | 忠貞 | 世祖4年12月7日（1459年1月11日）—世祖4年12月18日（1459年1月22日） 世祖7年4月29日（1461年6月7日）—世祖8年5月10日（1462年6月7日） | 朝鮮世祖   |
| 姜孟卿 | 晉山府院君 | 文景 | 世祖5年11月6日（1459年11月30日）—世祖7年4月17日（1461年5月26日） | 朝鮮世祖   |
| 申叔舟 | 高靈府院君 | 文忠 | 世祖8年5月20日（1462年6月17日）—世祖12年4月18日（1466年5月31日） | 朝鮮世祖   |
| 具致寬 | 绫城府院君 | 忠烈 | 世祖12年4月18日（1466年5月31日）—世祖12年10月19日（1466年11月26日） | 朝鮮世祖   |
| 韓明澮 | 上黨府院君 | 忠成 | 世祖12年10月19日（1466年11月26日）—世祖13年4月6日（1467年5月9日） | 朝鮮世祖   |
| 黄守身 | 南原府院君 | 烈成 | 世祖13年4月6日（1467年5月9日）—世祖13年5月20日（1467年6月21日） | 朝鮮世祖   |
| 沈澮   | 靑松府院君 | 恭肅 | 世祖13年5月20日（1467年6月21日）—世祖13年9月20日（1467年10月17日） | 朝鮮世祖   |
| 崔恒   | 寧城府院君 | 文靖 | 世祖13年9月20日（1467年10月17日）—世祖13年12月12日（1468年1月7日） | 朝鮮世祖   |
| 曹錫文 | 昌寧府院君 | 恭簡 | 世祖13年12月12日（1468年1月7日）—世祖14年7月17日（1468年8月4日） | 朝鮮世祖   |
| 李浚   | 龟城君     | 忠武 | 世祖14年7月17日（1468年8月4日）—睿宗即位年12月20日（1469年1月3日） | 朝鮮世祖   |
| 康純   | 信川府院君 | 莊愍 | | 朝鮮世祖   |
| 朴元亨 | 延城府院君 | 文憲 | 睿宗即位年12月20日（1469年1月3日）—睿宗元年1月22日（1469年2月3日） | 朝鮮睿宗   |
| 韓明澮 | 上黨府院君 | 忠成 | 睿宗元年1月23日（1469年2月4日）—睿宗元年8月22日（1469年9月27日） | 朝鮮睿宗   |
| 洪允成 | 仁山府院君 | 威平 | 睿宗元年8月22日（1469年9月27日）—成宗元年4月6日（1470年5月6日） | 朝鮮睿宗   |
| 尹子雲 | 茂松府院君 | 文憲 | 成宗元年4月6日（1470年5月6日）—成宗2年10月23日（1471年12月4日） | 朝鮮成宗   |
| 申叔舟 | 高靈府院君 | 文忠 | 成宗2年10月23日（1471年12月4日）—成宗6年6月21日（1475年7月23日） | 朝鮮成宗   |
| 鄭顯祖 | 河城府院君 | 褊玎 | | 朝鮮成宗   |
| 鄭昌孫 | 蓬原府院君 | 忠貞 | 成宗6年7月1日（1475年8月2日）—成宗16年3月27日（1485年4月11日） | 朝鮮成宗   |
| 尹弼商 | 坡平府院君 |      | 成宗16年3月28日（1485年4月12日）—成宗24年10月29日（1493年12月7日） | 朝鮮成宗   |
| 李克培 | 廣陵府院君 | 翼平 | 成宗24年11月6日（1493年12月14日）—燕山君元年3月20日（1495年4月14日） | 朝鮮成宗   |
| 卢思慎 | 宣城府院君 | 文匡 | 燕山君元年3月20日（1495年4月14日）—燕山君元年9月15日（1495年10月3日） | 燕山君     |
| 慎承善 | 居昌府院君 | 章成 | 燕山君元年10月4日（1495年10月21日）—燕山君3年3月29日（1497年5月1日） | 燕山君     |
| 韓致亨 | 淸城府院君 | 質景 | 燕山君6年4月11日（1500年5月8日）—燕山君8年10月3日（1502年11月2日） | 燕山君     |
| 成俊   |            | 明肅 | 燕山君9年1月4日（1503年2月10日）—燕山君10年闰4月4日（1504年5月17日） | 燕山君     |
| 柳洵   | 文城府院君 | 文僖 | 燕山君10年闰4月13日（1504年5月26日）—中宗4年闰9月27日（1509年11月9日） | 燕山君     |
| 朴元宗 | 平城府院君 | 武烈 | 中宗4年闰9月27日（1509年11月9日）—中宗5年3月6日（1510年4月13日） | 朝鮮中宗   |
| 金壽童 | 永嘉府院君 | 文敬 | 中宗5年3月6日（1510年4月13日）—中宗7年7月7日（1512年8月17日） | 朝鮮中宗   |
| 柳順汀 | 靑川府院君 | 文成 | 中宗7年10月7日（1512年11月14日）—中宗7年12月20日（1513年1月26日） | 朝鮮中宗   |
| 成希顏 | 昌山府院君 | 忠定 | 中宗8年4月2日（1513年5月6日）—中宗8年7月27日（1513年8月27日） | 朝鮮中宗   |
| 宋軼   | 砺原府院君 | 肃靖 | 中宗8年10月27日（1513年11月23日）—中宗9年7月16日（1514年8月6日） | 朝鮮中宗   |
| 柳洵   | 文城府院君 | 文僖 | 中宗9年10月1日（1514年10月18日）—中宗11年4月9日（1516年5月10日） | 朝鮮中宗   |
| 鄭光弼 |            | 文翼 | 中宗11年4月9日（1516年5月10日）—中宗14年12月17日（1520年1月7日） | 朝鮮中宗   |
| 金詮   |            | 忠貞 | 中宗15年2月14日（1520年3月3日）—中宗18年2月13日（1523年2月27日） | 朝鮮中宗   |
| 南袞   |            | 文敬 | 中宗18年4月18日（1523年5月3日）—中宗22年3月10日（1527年4月10日） | 朝鮮中宗   |
| 鄭光弼 |            | 文翼 | 中宗22年10月21日（1527年11月14日）—中宗28年5月28日（1533年6月20日） | 朝鮮中宗   |
| 張順孫 |            | 文肅 | 中宗28年5月28日（1533年6月20日）—中宗29年9月11日（1534年10月17日） | 朝鮮中宗   |
| 韓效元 |            | 章成 | 中宗29年11月20日（1534年12月24日）—中宗29年12月29日（1535年2月1日） | 朝鮮中宗   |
| 金謹思 |            |      | 中宗30年3月26日（1535年4月27日）—中宗32年10月29日（1537年12月1日） | 朝鮮中宗   |
| 尹殷輔 |            | 海平 | 中宗32年11月2日（1537年12月3日）—中宗39年7月5日（1544年7月24日） | 朝鮮中宗   |
| 沈貞   | 花川府院君 | 文靖 | | 朝鮮中宗   |
| 金克成 | 光城府院君 | 忠貞 | | 朝鮮中宗   |
| 金安老 |            |      | | 朝鮮中宗   |
| 洪彥弼 | 益城府院君 | 文僖 | 仁宗元年1月13日（1545年1月25日）—仁宗元年闰1月2日（1545年2月12日） | 朝鮮仁宗   |
| 尹仁鏡 | 坡城府院君 | 孝成 | 仁宗元年闰1月6日（1545年2月16日）—明宗3年5月17日（1548年6月22日） | 朝鮮仁宗   |
| 洪彥弼 | 益城府院君 | 文僖 | 明宗3年5月17日（1548年6月22日）—明宗4年1月28日（1549年2月25日） | 朝鮮明宗   |
| 李芑   | 豐城府院君 | 文敬 | 明宗4年5月21日（1549年6月16日）—明宗6年8月19日（1551年9月18日） | 朝鮮明宗   |
| 沈連源 | 靑川府院君 | 忠惠 | 明宗6年8月23日（1551年9月22日）—明宗13年5月18日（1558年6月4日） | 朝鮮明宗   |
| 尚震   | 感恩府院君 | 成安 | 明宗13年5月29日（1558年6月15日）—明宗18年1月17日（1563年2月9日） | 朝鮮明宗   |
| 尹元衡 | 瑞原府院君 |      | 明宗18年1月17日（1563年2月9日）—明宗20年8月15日（1565年9月9日） | 朝鮮明宗   |
| 李浚慶 |            | 忠正 | 明宗20年8月15日（1565年9月9日）—宣祖4年5月28日（1571年6月20日） | 朝鮮明宗   |
| 權轍   |            | 康定 | 宣祖6年3月22日（1573年4月23日）—宣祖6年9月15日（1573年10月10日） 宣祖7年9月11日（1574年9月25日）—宣祖8年7月1日（1575年8月6日） 宣祖9年8月1日（1576年8月24日）—宣祖11年8月1日（1578年9月2日） | 朝鮮宣祖   |
| 李鐸   |            | 定肅 | 宣祖6年9月21日（1573年10月16日）—宣祖7年4月11日（1574年5月1日） | 朝鮮宣祖   |
| 洪暹   |            | 景憲 | 宣祖7年4月11日（1574年5月1日）—宣祖7年8月10日（1574年8月25日） 宣祖8年7月1日（1575年8月6日）—宣祖9年8月1日（1576年8月24日） 宣祖11年11月1日（1578年11月29日）—宣祖12年2月1日（1579年2月25日） | 朝鮮宣祖   |
| 朴淳   |            | 文忠 | 宣祖12年2月1日（1579年2月25日）—宣祖18年1月1日（1585年1月31日） | 朝鮮宣祖   |
| 盧守慎 |            | 文簡 | 宣祖18年5月1日（1585年5月29日）—宣祖21年6月1日（1588年6月24日） | 朝鮮宣祖   |
| 柳琠   | 始寧府院君 | 文貞 | 宣祖22年2月1日（1589年3月16日）—宣祖22年10月28日（1589年12月5日） | 朝鮮宣祖   |
| 李山海 | 鵝城府院君 | 文忠 | 宣祖23年2月12日（1590年3月17日）—宣祖25年5月1日（1592年6月10日） 宣祖33年1月22日（1600年3月7日）—宣祖33年4月28日（1600年6月9日） | 朝鮮宣祖   |
| 柳成龍 | 豊原府院君 | 文忠 | 宣祖25年5月1日（1592年6月10日）—宣祖25年6月1日（1592年7月9日） 宣祖26年10月27日（1593年11月19日）—宣祖31年10月8日（1598年11月6日） | 朝鮮宣祖   |
| 崔興源 | 寧平府院君 | 忠貞 | 宣祖25年6月1日（1592年7月9日）—宣祖26年10月25日（1593年11月17日） | 朝鮮宣祖   |
| 李陽元 | 漢山府院君 | 文憲 | | 朝鮮宣祖   |
| 李元翼 | 完平府院君 | 文忠 | 宣祖31年10月8日（1598年11月6日）—宣祖32年5月26日（1599年7月17日） 宣祖32年9月22日（1599年11月9日）—宣祖33年1月15日（1600年2月29日） | 朝鮮宣祖   |
| 尹斗壽 | 海原府院君 | 文靖 | 宣祖32年7月24日（1599年9月13日）—宣祖32年9月19日（1599年11月6日） | 朝鮮宣祖   |
| 李恒福 | 鰲城府院君 | 文忠 | 宣祖33年6月17日（1600年7月26日）—宣祖35年闰2月1日（1602年3月24日） 宣祖37年4月18日（1604年5月16日）—宣祖37年5月16日（1604年6月13日） | 朝鮮宣祖   |
| 李德馨 |            | 文翼 | 宣祖35年闰2月3日（1602年3月26日）—宣祖37年4月9日（1604年5月7日） | 朝鮮宣祖   |
| 尹承勳 |            | 文肅 | 宣祖37年5月22日（1604年6月19日）—宣祖37年11月26日（1605年1月15日） | 朝鮮宣祖   |
| 柳永慶 | 全陽府院君 |      | 宣祖37年12月6日（1605年1月24日）—光海君即位年2月14日（1608年3月29日） | 朝鮮宣祖   |
| 李元翼 | 完平府院君 | 文忠 | 光海君即位年2月14日（1608年3月29日）—光海君元年8月13日（1609年9月10日） 光海君3年8月24日（1611年9月21日）—光海君4年6月21日（1612年7月19日） | 光海君     |
| 李德馨 |            | 文翼 | 光海君元年9月6日（1609年10月3日）—光海君3年8月24日（1611年9月21日） 光海君4年8月10日（1612年9月4日）—光海君5年8月13日（1613年9月26日） | 光海君     |
| 奇自獻 | 德平府院君 |      | 光海君6年1月19日（1614年2月27日）—光海君9年9月2日（1617年10月1日） | 光海君     |
| 鄭仁弘 | 瑞寧府院君 |      | 光海君10年1月18日（1618年2月12日）—光海君11年3月13日（1619年4月26日） | 光海君     |
| 朴承宗 | 密陽府院君 | 肅愍 | 光海君11年3月13日（1619年4月26日）—光海君15年3月14日（1623年4月13日） | 光海君     |
| 李鐸   |            | 定肅 | | 光海君     |
| 李元翼 | 完平府院君 | 文忠 | 仁祖元年3月16日（1623年4月15日）—仁祖4年12月10日（1627年1月26日） | 朝鮮仁祖   |
| 尹昉   | 海昌府院君 | 文翼 | 仁祖5年1月18日（1627年3月5日）—仁祖5年5月20日（1627年7月2日） 仁祖9年9月15日（1631年10月10日）—仁祖14年6月13日（1636年7月15日） | 朝鮮仁祖   |
| 申欽   |            | 文貞 | 仁祖5年9月4日（1627年10月12日）—仁祖6年6月29日（1628年7月29日） | 朝鮮仁祖   |
| 吳允謙 |            | 忠簡 | 仁祖6年11月21日（1628年12月16日）—仁祖9年8月27日（1631年9月22日） | 朝鮮仁祖   |
| 金瑬   | 昇平府院君 | 文忠 | 仁祖14年7月13日（1636年8月13日）—仁祖15年8月4日（1637年9月21日） 仁祖22年4月5日（1644年5月10日）—仁祖22年12月7日（1645年1月4日） 仁祖23年2月3日（1645年2月28日）—仁祖24年3月4日（1646年4月19日） | 朝鮮仁祖   |
| 李弘胄 |            | 忠貞 | 仁祖15年9月3日（1637年10月20日）—仁祖16年7月14日（1638年8月23日） | 朝鮮仁祖   |
| 崔鳴吉 | 完城府院君 | 文忠 | 仁祖16年9月13日（1638年10月19日）—仁祖18年1月15日（1640年2月6日） 仁祖20年8月3日（1642年8月27日）—仁祖20年11月17日（1642年12月8日） | 朝鮮仁祖   |
| 洪瑞鳳 | 益寧府院君 | 文靖 | 仁祖18年1月15日（1640年2月6日）—仁祖19年8月11日（1641年9月15日） 仁祖22年3月12日（1644年4月18日）—仁祖22年4月5日（1644年5月10日） 仁祖22年12月10日（1645年1月7日）—仁祖23年2月3日（1645年2月28日） | 朝鮮仁祖   |
| 李聖求 |            | 貞肅 | 仁祖19年10月10日（1641年11月12日）—仁祖20年7月24日（1642年8月19日） | 朝鮮仁祖   |
| 申景禛 | 平城府院君 | 忠翼 | 仁祖21年3月6日（1643年4月23日）—仁祖21年3月11日（1643年4月28日） | 朝鮮仁祖   |
| 沈悅   |            | 忠靖 | 仁祖21年5月5日（1643年6月20日）—仁祖22年3月12日（1644年4月18日） | 朝鮮仁祖   |
| 金自點 | 洛興府院君 |      | 仁祖24年3月27日（1646年5月12日）—孝宗即位年6月22日（1649年7月31日） | 朝鮮仁祖   |
| 李景奭 |            | 文忠 | 孝宗即位年8月4日（1649年9月10日）—孝宗元年3月11日（1650年4月11日） | 朝鮮孝宗   |
| 李敬輿 |            | 文貞 | 孝宗元年3月11日（1650年4月11日）—孝宗2年1月1日（1651年2月20日） | 朝鮮孝宗   |
| 金堉   | 淸風府院君 | 文貞 | 孝宗2年1月11日（1651年3月2日）—孝宗2年12月7日（1652年1月17日） 孝宗6年7月14日（1655年8月15日）—孝宗6年7月24日（1655年8月25日） | 朝鮮孝宗   |
| 鄭太和 |            | 忠翼 | 孝宗2年12月7日（1652年1月17日）—孝宗5年9月6日（1654年10月15日） 孝宗7年6月11日（1656年8月1日）—孝宗9年6月16日（1658年7月16日） | 朝鮮孝宗   |
| 李時白 | 延陽府院君 | 忠翼 | 孝宗5年9月6日（1654年10月15日）—孝宗6年6月18日（1655年7月21日） 孝宗6年7月24日（1655年8月25日）—孝宗7年6月11日（1656年8月1日） | 朝鮮孝宗   |
| 沈之源 |            |      | 孝宗9年7月8日（1658年8月6日）—孝宗10年3月25日（1659年4月16日） | 朝鮮孝宗   |
| 鄭太和 |            | 忠翼 | 孝宗10年3月25日（1659年4月16日）—顯宗8年闰4月27日（1667年6月18日） 顯宗9年1月2日（1668年2月13日）—顯宗11年11月17日（1670年12月28日） 顯宗13年5月6日（1672年6月1日）—顯宗14年4月12日（1673年5月27日） | 朝鮮顯宗   |
| 洪命夏 |            | 文簡 | 顯宗8年闰4月27日（1667年6月18日）—顯宗8年12月27日（1668年2月9日） | 朝鮮顯宗   |
| 許積   |            |      | 顯宗12年5月13日（1671年6月19日）—顯宗13年5月5日（1672年5月31日） 顯宗14年7月26日（1673年9月6日）—顯宗15年3月20日（1674年4月25日） | 朝鮮顯宗   |
| 金壽興 |            | 文翼 | 顯宗15年4月26日（1674年5月31日）—顯宗15年7月16日（1674年8月17日） | 朝鮮顯宗   |
| 許積   |            |      | 顯宗15年7月26日（1674年8月27日）—肅宗6年4月2日（1680年4月30日） | 朝鮮肅宗   |
| 金壽恒 |            | 文忠 | 肅宗6年4月3日（1680年5月1日）—肅宗13年7月25日（1687年9月1日） | 朝鮮肅宗   |
| 南九萬 |            | 文忠 | 肅宗13年7月25日（1687年9月1日）—肅宗14年7月14日（1688年8月9日） 肅宗20年4月1日（1694年4月24日）—肅宗22年8月11日（1696年9月6日） | 朝鮮肅宗   |
| 金壽興 |            | 文翼 | 肅宗14年7月14日（1688年8月9日）—肅宗15年2月2日（1689年2月21日） | 朝鮮肅宗   |
| 呂聖齊 |            | 靖惠 | 肅宗15年2月2日（1689年2月21日）—肅宗15年2月9日（1689年2月28日） | 朝鮮肅宗   |
| 權大運 |            |      | 肅宗15年2月10日（1689年3月1日）—肅宗20年4月1日（1694年4月24日） | 朝鮮肅宗   |
| 柳尚運 |            | 忠簡 | 肅宗22年8月11日（1696年9月6日）—肅宗25年10月17日（1699年12月7日） | 朝鮮肅宗   |
| 徐文重 |            | 恭肅 | 肅宗26年1月16日（1700年3月6日）—肅宗27年3月27日（1701年5月4日） 肅宗28年1月24日（1702年2月20日）—肅宗28年9月29日（1702年11月18日） | 朝鮮肅宗   |
| 崔錫鼎 |            | 文貞 | 肅宗27年6月19日（1701年7月24日）—肅宗27年10月1日（1701年10月31日） 肅宗29年2月11日（1703年3月27日）—肅宗29年6月16日（1703年7月29日） 肅宗31年4月13日（1705年5月5日）—肅宗36年3月26日（1710年4月24日） | 朝鮮肅宗   |
| 申琓   | 平川府院君 | 文莊 | 肅宗29年8月6日（1703年9月16日）—肅宗31年4月13日（1705年5月5日） | 朝鮮肅宗   |
| 李畬   |            | 文敬 | 肅宗36年3月26日（1710年4月24日）—肅宗36年闰7月17日（1710年9月10日） 肅宗40年9月27日（1714年11月3日）—肅宗42年8月25日（1716年10月10日） | 朝鮮肅宗   |
| 徐宗泰 |            | 文孝 | 肅宗37年4月19日（1711年6月4日）—肅宗38年9月26日（1712年10月25日） | 朝鮮肅宗   |
| 李濡   |            | 惠定 | 肅宗38年9月26日（1712年10月25日）—肅宗39年7月4日（1713年8月24日） | 朝鮮肅宗   |
| 金昌集 |            | 忠獻 | 肅宗43年5月12日（1717年6月20日）—景宗元年12月9日（1722年1月25日） | 朝鮮肅宗   |
| 金錫冑 | 淸城府院君 | 文忠 | | 朝鮮肅宗   |
| 趙泰耉 |            |      | 景宗元年12月19日（1722年2月4日）—景宗3年6月6日（1723年7月7日） | 朝鮮景宗   |
| 崔奎瑞 |            | 忠貞 | 景宗3年8月17日（1723年9月16日）—英祖即位年9月23日（1724年11月8日） | 朝鮮景宗   |
| 李光佐 |            |      | 英祖即位年10月3日（1724年11月18日）—英祖元年2月8日（1725年3月21日） 英祖3年7月1日（1727年8月17日）—英祖5年5月18日（1729年6月14日） 英祖13年8月11日（1737年9月5日）—英祖16年5月26日（1740年6月19日） | 朝鮮英祖   |
| 鄭澔   |            | 文敬 | 英祖元年4月23日（1725年6月3日）—英祖3年4月14日（1727年6月3日） | 朝鮮英祖   |
| 洪致中 |            | 忠簡 | 英祖5年6月6日（1729年7月1日）—英祖8年6月23日（1732年8月13日） | 朝鮮英祖   |
| 沈壽賢 |            |      | 英祖8年12月26日（1733年2月10日）—英祖10年5月4日（1734年6月5日） | 朝鮮英祖   |
| 李宜顯 |            | 文簡 | 英祖11年2月12日（1735年3月6日）—英祖11年2月28日（1735年3月22日） | 朝鮮英祖   |
| 金興慶 |            | 靖獻 | 英祖11年11月20日（1736年1月2日）—英祖12年2月27日（1736年4月7日） | 朝鮮英祖   |
| 金在魯 |            | 忠靖 | 英祖16年9月28日（1740年11月17日）—英祖25年9月5日（1749年10月15日） 英祖27年3月25日（1751年4月20日）—英祖28年9月28日（1752年11月3日） 英祖29年9月3日—英祖30年5月7日（1754年6月26日） | 朝鮮英祖   |
| 趙顯命 | 豐陵府院君 | 忠孝 | 英祖26年3月11日（1750年4月17日）—英祖26年10月29日（1750年11月27日） | 朝鮮英祖   |
| 李宗城 |            | 文忠 | 英祖28年10月17日（1752年11月22日）—英祖29年5月25日（1753年6月26日） | 朝鮮英祖   |
| 李天輔 |            | 文簡 | 英祖30年5月14日（1754年7月3日）—英祖34年8月12日（1758年9月13日） 英祖35年3月18日（1759年4月14日）—英祖35年5月7日（1759年6月1日） 英祖36年10月14日（1760年11月21日） —英祖37年9月27日（1761年10月24日） | 朝鮮英祖   |
| 俞拓基 |            | 文翼 | 英祖34年8月12日（1758年9月13日）—英祖35年3月18日（1759年4月14日） | 朝鮮英祖   |
| 金尚魯 |            | 翼獻 | 英祖35年5月7日（1759年6月1日）—英祖36年10月14日（1760年11月21日） | 朝鮮英祖   |
| 洪鳳漢 |            | 翼靖 | 英祖37年9月27日（1761年10月24日）—英祖38年闰5月2日（1762年6月23日） 英祖39年5月26日（1763年7月6日）—英祖42年9月12日（1766年10月15日） 英祖44年11月3日（1768年12月11日）—英祖46年1月10日（1770年2月5日） | 朝鮮英祖   |
| 申晚   |            | 孝正 | 英祖38年闰5月2日（1762年6月23日）—英祖39年5月26日（1763年7月6日） | 朝鮮英祖   |
| 尹東度 |            | 靖文 | 英祖42年10月21日（1766年11月22日）—英祖42年12月9日（1767年1月9日） | 朝鮮英祖   |
| 徐志修 |            | 文清 | 英祖42年12月9日（1767年1月9日）—英祖43年3月19日（1767年4月17日） | 朝鮮英祖   |
| 金致仁 |            | 憲肅 | 英祖43年3月19日（1767年4月17日）—英祖44年11月3日（1768年12月11日） 英祖46年1月10日（1770年2月5日）—英祖48年3月9日（1772年4月11日） | 朝鮮英祖   |
| 金相福 |            | 文獻 | 英祖48年3月9日（1772年4月11日）—英祖48年8月2日（1772年8月29日） 英祖48年9月3日（1772年9月29日）—英祖48年10月5日（1772年10月30日） 英祖48年10月22日（1772年11月16日）—英祖48年11月22日（1772年12月16日） 英祖49年2月2日（1773年2月22日）—英祖49年闰3月13日（1773年5月4日） 英祖49年4月16日（1773年6月5日）—英祖49年6月21日（1773年8月9日） | 朝鮮英祖   |
| 申晦   |            |      | 英祖48年8月2日（1772年8月29日）—英祖48年8月20日（1772年9月16日） 英祖48年11月22日（1772年12月16日）—英祖49年1月27日（1773年2月18日） 英祖49年6月28日（1773年8月16日）—英祖51年7月1日（1775年7月27日） | 朝鮮英祖   |
| 韓翼謩 |            | 文肅 | 英祖48年10月5日（1772年10月30日）—英祖48年10月22日（1772年11月16日） 英祖49年1月27日（1773年2月18日）—英祖49年2月2日（1773年2月22日） 英祖49年闰3月13日（1773年5月4日）—英祖49年4月15日（1773年6月4日） 英祖49年6月21日（1773年8月9日）—英祖49年6月28日（1773年8月16日） 英祖51年7月7日（1775年8月2日）—英祖51年12月4日（1776年1月24日）  | 朝鮮英祖   |
| 金尚喆 |            | 忠翼 | 英祖51年12月4日（1776年1月24日）—正祖即位年3月19日（1776年5月6日） | 朝鮮英祖   |
| 申銋   |            |      | | 朝鮮英祖   |
| 李溵   |            |      | | 朝鮮英祖   |
| 金陽澤 |            | 文簡 | 正祖即位年3月19日（1776年5月6日）—正祖即位年8月7日（1776年9月19日） | 朝鮮正祖   |
| 金尚喆 |            | 忠翼 | 正祖即位年8月8日（1776年9月20日）—正祖3年9月29日（1779年11月7日） 正祖4年1月8日（1780年2月12日）—正祖5年1月6日（1781年1月29日） | 朝鮮正祖   |
| 徐命善 |            | 忠文 | 正祖3年9月29日（1779年11月7日）—正祖4年1月5日（1780年2月9日） 正祖5年1月6日（1781年1月29日）—正祖7年3月7日（1783年4月8日） 正祖8年10月11日 （1784年11月23日）—正祖9年3月9日（1785年4月17日） | 朝鮮正祖   |
| 鄭存謙 |            | 文安 | 正祖7年6月2日（1783年7月1日）—正祖8年10月8日（1784年11月20日） 正祖10年2月13日（1786年3月12日）—正祖10年10月21日（1786年12月11日） | 朝鮮正祖   |
| 金致仁 |            | 憲肅 | 正祖10年10月21日（1786年12月11日）—正祖13年7月11日（1789年8月31日） | 朝鮮正祖   |
| 金熤   |            | 文貞 | 正祖13年7月11日（1789年8月31日）—正祖13年9月27日（1789年11月14日） 正祖14年1月19日（1790年3月4日）—正祖14年3月20日（1790年5月3日） | 朝鮮正祖   |
| 李在協 |            |      | 正祖13年9月27日（1789年11月14日）—正祖13年11月17日（1790年1月2日） | 朝鮮正祖   |
| 蔡濟恭 |            | 文肅 | 正祖17年5月25日（1793年7月2日）—正祖17年6月4日（1793年7月11日） | 朝鮮正祖   |
| 洪樂性 |            | 孝安 | 正祖17年6月22日（1793年7月29日）—正祖21年5月22日（1797年6月16日） | 朝鮮正祖   |
| 李秉模 |            | 文翼 | 正祖23年10月29日（1799年11月26日）—纯祖即位年7月4日（1800年8月23日） | 朝鮮正祖   |
| 金钟秀 |            | 文忠 | | 朝鮮正祖   |
| 沈煥之 |            | 文忠 | 纯祖即位年7月4日（1800年8月23日）—纯祖2年10月18日（1802年11月13日） | 朝鮮純祖   |
| 李時秀 |            | 忠正 | 纯祖2年10月27日（1802年11月22日）—纯祖3年1月22日（1803年2月13日） | 朝鮮純祖   |
| 李秉模 |            | 文翼 | 纯祖3年3月20日（1803年5月10日）—纯祖5年12月6日（1806年1月25日） 纯祖6年2月1日（1806年3月20日）—纯祖6年9月10日（1806年10月21日） | 朝鮮純祖   |
| 徐邁修 |            | 翼憲 | 纯祖5年12月7日（1806年1月26日）—纯祖6年1月30日（1806年3月19日） | 朝鮮純祖   |
| 金載瓚 |            | 文忠 | 纯祖12年5月1日（1812年6月9日）—纯祖16年5月10日（1816年6月5日） 纯祖21年11月19日（1821年12月13日）—纯祖23年2月22日（1823年4月3日） | 朝鮮純祖   |
| 徐龍輔 |            | 翼獻 | 纯祖19年1月25日（1819年2月19日）—纯祖20年6月15日（1820年7月24日） | 朝鮮純祖   |
| 韓用龜 |            | 翼貞 | 纯祖21年4月24日（1821年5月25日）—纯祖21年10月18日（1821年11月12日） | 朝鮮純祖   |
| 南公轍 |            | 文獻 | 纯祖23年2月23日（1823年4月4日）—纯祖33年5月16日（1833年7月3日） | 朝鮮純祖   |
| 李相璜 |            | 文翼 | 纯祖33年5月16日（1833年7月3日）—纯祖34年2月4日（1834年3月13日） | 朝鮮純祖   |
| 沈象奎 |            | 文肅 | 纯祖34年7月9日（1834年8月13日）—宪宗元年6月10日（1835年7月5日） | 朝鮮純祖   |
| 李相璜 |            | 文翼 | 宪宗3年10月20日（1837年11月17日）—宪宗4年3月23日（1838年4月17日） | 朝鮮憲宗   |
| 趙寅永 |            | 文忠 | 宪宗7年4月22日（1841年6月11日）—宪宗10年9月22日（1844年11月2日） | 朝鮮憲宗   |
| 權敦仁 |            | 文獻 | 宪宗10年9月22日（1844年11月2日）—宪宗14年7月14日（1848年8月12日） | 朝鮮憲宗   |
| 鄭元容 |            | 文忠 | 宪宗14年7月14日（1848年8月12日）—哲宗元年10月4日（1850年11月7日） | 朝鮮憲宗   |
| 趙寅永 |            | 文忠 | 哲宗元年10月6日（1850年11月9日）—哲宗元年12月6日（1851年1月7日） | 朝鮮哲宗   |
| 權敦仁 |            | 文獻 | 哲宗元年12月6日（1851年1月7日）—哲宗2年6月19日（1851年7月17日） | 朝鮮哲宗   |
| 金興根 |            | 忠文 | 哲宗2年6月19日（1851年7月17日）—哲宗3年3月17日（1852年5月5日） | 朝鮮哲宗   |
| 金左根 |            | 忠翼 | 哲宗4年2月25日（1853年4月3日）—哲宗10年1月12日（1859年2月14日） 哲宗14年9月8日（1863年10月20日） —高宗元年4月18日（1864年5月23日） | 朝鮮哲宗   |
| 鄭元容 |            | 文忠 | 哲宗10年1月12日（1859年2月14日）—哲宗14年9月8日（1863年10月20日） | 朝鮮哲宗   |
| 金弘根 |            | 文翼 | | 朝鮮哲宗   |
| 趙斗淳 |            | 文獻 | 高宗元年6月15日（1864年7月18日）—高宗3年4月13日（1866年5月26日） | 朝鮮高宗   |
| 李景在 |            | 文簡 | 高宗3年4月13日（1866年5月26日）—高宗4年5月18日（1867年6月19日） | 朝鮮高宗   |
| 金炳學 |            | 文獻 | 高宗4年5月18日（1867年6月19日）—高宗6年4月11日（1869年5月22日） 高宗6年4月23日（1869年6月3日）—高宗9年10月1日（1872年11月1日） | 朝鮮高宗   |
| 鄭元容 |            | 文忠 | 高宗6年4月11日（1869年5月22日）—高宗6年4月21日（1869年6月1日） | 朝鮮高宗   |
| 洪淳穆 |            | 文翼 | 高宗9年10月12日（1872年11月12日）—高宗10年4月29日（1873年5月25日） 高宗19年3月3日（1882年4月20日）—高宗20年6月7日（1883年7月10日） | 朝鮮高宗   |
| 李裕元 |            | 忠文 | 高宗10年11月13日（1874年1月1日）—高宗12年4月22日（1875年5月26日） | 朝鮮高宗   |
| 李最應 | 興寅君     | 文忠 | 高宗12年11月20日（1875年12月17日）—高宗19年1月13日（1882年3月2日） | 朝鮮高宗   |
| 徐堂輔 |            | 文簡 | 高宗19年1月13日（1882年3月2日）—高宗19年3月2日（1882年4月19日） | 朝鮮高宗   |
| 金炳國 |            | 忠文 | 高宗21年5月22日（1884年6月15日）—高宗21年10月2日（1884年11月19日） | 朝鮮高宗   |
| 朴珪壽 |            |      | | 朝鮮高宗   |
| 姜㳣   |            |      | | 朝鮮高宗   |
| 韓啓源 |            |      | | 朝鮮高宗   |
| 閔奎鎬 |            | 忠獻 | | 朝鮮高宗   |
| 宋近洙 |            |      | | 朝鮮高宗   |
| 沈舜澤 |            | 文忠 | 高宗21年10月21日（1884年12月8日）—高宗31年6月18日（1894年7月20日） | 朝鮮高宗   |
| 金炳始 |            | 忠文 | 高宗31年6月20日（1894年7月22日）—高宗31年6月25日（1894年7月27日） | 朝鮮高宗   |
| 金弘集 |            | 忠獻 | 高宗31年6月25日（1894年7月27日）—高宗31年7月20日（1894年8月20日） | 朝鮮高宗   |